# 目的地影業
目的地影業（英語：Destination Films）是索尼影視娛樂旗下的電影公司。其專門發行B級片和錄影帶首映電影。
該公司由Brent Baum和Steve Stabler於1998年創立，並於2001年被索尼收購。

## 主要作品
1990年代
- 蝙蝠（1999）（首部發行電影）

2000年代
- 大都會（2001）
- 星際牛仔：天國之門（2003）
- 東京教父（2003）
- 蒸汽男孩（2005）（僅發行導演剪輯版）
- 奇幻面具（2005）
- 透明人2（2006）
- 南方傳奇（2007）
- 黑色決殺令（2008）

2010年代
- 第一次（2012）
- 捕鼠者（2015）